# Gustave Verbeck
 (novembre 2018).
Gustave Verbeck, aussi Verbeek (1867-1937) est un auteur de bande dessinée de père néerlandais et de mère française. Il est considéré pour son œuvre comme l'un des fondateurs du neuvième art moderne.

## Biographie
Gustave Verbeck est né au Japon, à Nagasaki, où son père, Guido Verbeck, enseignait dans le cadre d'une mission. Après avoir résidé à San Francisco avec sa mère puis à New York, il part en France en 1889, à Paris pour suivre des cours d'art et c'est là qu'il commence sa carrière dans la bande dessinée. En 1900, il émigre aux États-Unis, où son nom sera changé en Verbeek par un fonctionnaire de l'État civil en 1907 lors de sa demande de naturalisation.
Aux États-Unis, il travaille comme illustrateur pour des journaux (comme le New York Herald). Puis en 1903, il fait des bandes dessinées où, pour savoir la suite, il faut tourner le dessin à l'envers, le texte étant écrit dans les deux sens. Cette œuvre, The Upside-Downs of Little Lady Lovekins and Old Man Muffaroo, est une innovation inspirée des œuvres de Peter Newell et de la tradition japonaise des images doubles et demande à son auteur un travail très complexe, qui requiert une grande imagination. Ces dessins, qui représentent une situation différente rien qu'en les retournant, Verbeck en fit une soixantaine. Il crée d'autres séries ensuite.
À partir de 1915, il se consacre à la peinture.
Il meurt en 1937, à l’âge de 70 ans.

## Les publications
- The Upside-Downs of Little Lady Lovekins and Old Man Muffaroo, 1903-1905
  - (fr) Dessus-Dessous Pierre Horay, 1977
- Terrors of the Tiny Tads, 1905-1914
- The Loony Lyrics of Lulu, 1910